# Coelichneumon crassicornis
Coelichneumon crassicornis är en stekelart som beskrevs av Tohru Uchida 1927. Coelichneumon crassicornis ingår i släktet Coelichneumon och familjen brokparasitsteklar. Inga underarter finns listade i Catalogue of Life.